# 31097 Нуччомула
31097 Нуччомула (31097 Nucciomula) — астероїд головного поясу, відкритий 3 травня 1997 року.
Тіссеранів параметр щодо Юпітера — 3,047.